# Ортега, Кевин
Кевин Ортега Пиментель (исп. Kevin Ortega Pimentel; род. 26 марта 1992, Кальяо) — перуанский футбольный судья. Судья ФИФА с 2019 года.

## Карьера
Кевин Ортега дебютировал в высшем перуанском дивизионе в 2015 году в возрасте 23-х лет. С 2019 года являлется судьёй ФИФА. Впервые обслуживал международный матч в марте 2019 года на чемпионате Южной Америки по футболу среди юношей до 17 лет между Аргентиной и Колумбией. Постоянно работал в южноамериканских клубных соревнованиях, Кубке Либертадорес и в Кубке Южной Америки. Он стал знаковой фигурой после игры за Кубок Либертадорес между Олвейс Реди из Боливии и Бока Хуниорс из Аргентины в мае 2022 года. Тогда «Бока Хуниорс» выиграла игру со счетом 1:0 по спорному пенальти, после чего боливийская полиция обыскала судейскую будку и изъяла несколько футболок «Бока Хуниор», которые были переданы судейской бригаде перед игрой. Представители боливийского клуба обвинили Ортегу в том, что он предвзято судил этот матч, а руководство Бока Хуниорс обратило внимание, что подарки были стандартным жестом доброй воли.
На Олимпийском футбольном турнире в Токио в 2021 году он был одним из 25 главных судей и отработал в общей сложности три матча, включая полуфинал между Японией и Испанией.
В мае 2022 года ФИФА назначила его одним из 36 главных судей чемпионата мира по футболу 2022 года в Катаре.
В мае 2024 года был отобран одним из главных судей для обслуживания матчей Кубка Америки по футболу, который состоится в июне-июле 2024 года на футбольных полях США. 

### Олимпийские игры 2020
| Стадия         | Дата           | Место   | Команда 1 | Команда 2      | Результат |
| -------------- | -------------- | ------- | --------- | -------------- | --------- |
| Групповой этап | 25 июля 2021   | Сайтама | Франция   | ЮАР            | 4:3 (0:0) |
| Групповой этап | 28 июля 2021   | Саппоро | Румыния   | Новая Зеландия | 0:0 (0:0) |
| Полуфинал      | 3 августа 2021 | Сайтама | Япония    | Испания        | 0:1 д.в.  |

## Личная жизнь
Ортега проживает в Лиме. До 2015 года работал в перуанском налоговом и таможенном органе SUNAT.